# Kara-Chaak
Kara-Chaak (ros. Кара-Хаак) – wieś w Rosji, w Tuwie, w kożuunie kyzylskim. W 2010 liczyła 1276 mieszkańców.